# Resolució 48 del Consell de Seguretat de les Nacions Unides
La Resolució 48 del Consell de Seguretat de les Nacions Unides, aprovada el 23 d'abril de 1948, va demanar a totes les parts interessades que compleixin la Resolució 46 del Consell de Seguretat de les Nacions Unides i per això estableix una Organisme de les Nacions Unides per la Vigilància de la Treva per ajudar al Consell de Seguretat de les Nacions Unides a implementar treva.
La resolució va ser aprovada per vuit vots a favor, amb tres abstencions de Colòmbia, l'RSS d'Ucraïna i la Unió Soviètica.